# No problem (film)
No problem è un film comico del 2008, diretto e interpretato da Vincenzo Salemme.

## Trama
Arturo Cremisi è un attore che impersona un papà di una famosa fiction.
Un giorno fuori dagli studi televisivi si presenta un bambino di circa 7 anni che lo chiama papà. Arturo crede sia un suo fan ma il bambino comincia ad abbracciarlo e non vuole lasciarlo, così manda il bambino al commissariato accompagnato dal suo agente, Enrico.
Successivamente si scopre che il bambino, di nome Mirko, ha sostituito il padre morto con Arturo, così l'attore cerca di stargli vicino il più possibile ma Enrico cerca di sfruttare la storia dell'orfano, solo che la madre di Mirko, Irene, si oppone.
Un giorno Mirko fugge di casa, così Arturo fa un appello in televisione per ritrovarlo. Poco dopo Mirko torna a casa accompagnato da quello che si dimostrerà essere lo zio di Mirko, Antonio, un uomo affetto da doppia personalità. Dopo aver fatto tornare il bambino a casa, Arturo acquista fama nazionale e viene scelto per una pubblicità dal contratto milionario ma per questo spot serve anche la presenza di Mirko.
Arturo cerca Irene e suo figlio ma non li trova e viene a sapere da Antonio che sono partiti.
Inoltre Arturo diventa disoccupato a causa della morte del personaggio da lui interpretato nella fiction. Ma al compleanno degli 80 anni della madre, Arturo ritrova Mirko, che non lo riconosce.
Così, dopo essersi chiarito con Irene, Arturo si fidanza con questa.

## Cast
Si tratta dell'ultimo film a cui hanno partecipato Oreste Lionello e Giacomo Furia.

## Distribuzione
Il film è uscito nelle sale cinematografiche italiane il 10 ottobre 2008.